# Ecsenius trilineatus
Ecsenius trilineatus är en fiskart som beskrevs av Springer 1972. Ecsenius trilineatus ingår i släktet Ecsenius och familjen Blenniidae. IUCN kategoriserar arten globalt som livskraftig. Inga underarter finns listade i Catalogue of Life.